# 荒川眞一郎
荒川 眞一郎（あらかわ しんいちろう、1966年10月6日 - ）は、日本のファッションデザイナーで、ファッションブランド「SHINICHIRO ARAKAWA」（シンイチロウアラカワ）の創立者。群馬県桐生市出身、東海大学卒業後、1989年から1992年までフランスとイギリスでファッションデザインを学び、1993年にパリコレクションのプレタポルテでデビュー。自身のブランドと異業種とのコラボレーションや監督として映画製作を行うなど、その活動は多岐に渡っている。

## 人物
デザイナーを担うファッションブランド「シンイチロウアラカワ」は同名の株式会社の基幹ブランドで、1993年の設立後、フランス・パリのマレ地区に唯一の店舗を開業（1996年）。1997年にはフランス文化省直属全国ファッション美術振興協会のコンクールにて金賞を受賞。高級紳士服、高級婦人服、ならびに服飾雑貨などを展開している。

## 経歴
- 1991年：渡英しクリストファー・ネメスのアシスタントとなる。
- 1992年：パリ・ステュディオ・ベルソー卒業。
- 1992年：インディーズデザイナーとともにパリにおいてコレクションを発表。
- 1993年：パリコレクションに初参加。
- 1994年：SPRING/SUMMER PARIS collectionを発表。
- 1995年：東京下北沢において初の'95-'96 秋冬東京コレクションを発表。
- 1996年：パリのマレ地区に唯一の店舗をオープン。
- 1997年：HONDAとのコラボレーションによるコレクション‘SPEED&CRAFT’を発表。
- 1999年：パリ3区のESPACE COMINES にて2000 A/W PARIS collectionを発表、同コレクションをラフォーレミュージアム原宿にて発表。

## 受賞
フランス文化省・全国ファッション美術振興協会(ANDAM)のコンクールにて金賞（1997年）。1999年に日本ファッション・エディターズ･クラブ(FEC)の「デザイナーズ・オブ・ザ・イヤー」を、2000年に毎日ファッション大賞の「新人賞資生堂奨励賞」を受賞している。